# Torellia cornea
Torellia cornea là một loài ốc biển nhỏ, là động vật thân mềm chân bụng sống ở biển thuộc họ Capulidae.

## Miêu tả
Độ dài vỏ lớn nhất ghi nhận được là 19.4 mm.

## Môi trường sống
Độ sâu nhỏ nhất ghi nhận được là 500 m. Độ sâu lớn nhất ghi nhận được là 2818 m.